# 納克角
納克角（英語：Knack Point）是南極洲的海岬，位於威爾克斯地，處於霍利克山脈的長山北端，美國地質調查局根據測量和該國海軍的空中照片繪入地圖，以氣象學家命名，現時由南極條約體系管理。